# Тимофеев, Николай Яковлевич
Николай Яковлевич Тимофеев (1921—1988) — советский хозяйственный, государственный и политический деятель, Герой Социалистического Труда.

## Биография
Родился 19 декабря 1921 года в селе Козинка Астраханской области.
Участник Великой Отечественной войны, командир пулемётной роты 253-го стрелкового полка 85-й гвардейской стрелковой дивизии. Обладатель двух орденов Красной звезды и других наград. Член КПСС. С 1946 года — на хозяйственной, общественной и политической работе. В 1946—1981 гг. — первый речник, освоивший двойную профессию капитана-механика, первым в пароходстве испытал транспортировку нефти толканием барж на 600-сильном буксире «Красное Сормово», капитан-помощник механика теплохода «Дунайский-41» Волжского нефтеналивного речного пароходства «Волготанкер» Министерства речного флота РСФСР. Неоднократно был признан лучшим капитаном года Министерства речного флота РСФСР.
Указом Президиума Верховного Совета СССР от 4 мая 1971 года ему было присвоено звание Героя Социалистического Труда с вручением ордена Ленина и золотой медали «Серп и Молот».
Умер в Астрахани 12 декабря 1988 года.